# Brasilândia (distrito de São Paulo)
Brasilândia é um distrito do município de São Paulo. A população estimada em 2022 é de 243.273 habitantes, sendo o 8º distrito mais populoso do município e o primeiro da zona norte. O distrito é dividido em 41 bairros e alguns conjuntos habitacionais, são eles: Brasilândia, Jardim Maracanã; Parque Hollywood; Parque Itaberaba; Jardim Magali; Jardim Elísio; Jardim Alvorada; Jardim Almanara; Vila Elias Nigri; Jardim Irene; Vila Rica; Vila Penteado; Parque Pedroso; Vila Souza; Jardim Ondina; Jardim Ana Maria; Vila Ismênia; Parque Belém; Jardim Elisa Maria; Parque Tietê; Jardim Ladeira Rosa; Vila Terezinha; Vila Dulcina; Vila Isabel; Vila Áurea; Vila Nina; Jardim dos Guedes; Vila Serralheiro; Jardim do Tiro; Vila Itaberaba; Vila Icaraí; Vila São João Batista; Vila São Joaquim; Jardim Paulistano; Jardim Carombé; Jardim Guarani; Jardim Princesa; Jardim Damasceno; Jardim Paraná; Jardim Vista Alegre; Jardim Recanto; Jardim dos Francos. 
Além disso, a Serra da Cantareira ocupa grande parte do extremo norte do distrito. Seus limites são Cachoeirinha, Freguesia do Ó, Pirituba, Jaraguá e o município de Caieiras.
As principais vias de acesso são as avenidas Inajar de Souza, João Paulo I, Elísio Teixeira Leite e Deputado Cantídio Sampaio, sendo que esta corta o distrito de um extremo a outro, começando na Avenida Inajar de Souza, nas proximidades do Terminal Cachoeirinha, e terminando na região de Taipas, no distrito do Jaraguá.

## História
O distrito da Brasilândia originou-se de um desmembramento de sítios e chácaras que havia no início do século XX. Na década de 1930, sítios e chácaras de cana de açúcar foram convertidos em lotes residenciais. Brasílio Simões, um comerciante da época, liderou o distrito durante a construção da Igreja de Santo Antônio que substituiu uma antiga capela. Como homenagem, o nome do comerciante foi utilizado na denominação do distrito.
Em 1947, a localidade foi loteada pela família Bonilha, proprietária de uma olaria na região. Os terrenos não contavam com uma infraestrutura adequada, mas a facilidade de pagamento e a doação de materiais de construção vieram a atrair muitas famílias.
Nas décadas de 1950 e 1960, houve uma significativa chegada de migrantes oriundos do nordeste, vindo das condições de seca em suas regiões de origem. Posteriormente, famílias vindas do interior de São Paulo também fixaram residência na região, visando novas oportunidades de emprego.
A instalação da empresa Vega-Sopave no bairro também colaborou significativamente na ocupação da área. Ao estabelecer sua sede na Brasilândia, a empresa proporcionou moradia para os funcionários, resultando na chegada de um número considerável de famílias na região.
Hoje em dia o distrito vem se desenvolvendo ainda mais com a construção de uma estação de metrô homônima, da futura Linha 6-Laranja do Metrô de São Paulo|Metrô. Possui várias escolas públicas e particulares, mercados e atacadistas como Roldão, além da proximidade do Cantareira Norte Shopping.
Em algumas regiões, possui Feira Livre durante os finais de semana.

## Popularidade

### Na TV e no cinema
O distrito ficou bastante conhecido por conta da série Antônia, de 2006, que mostra a Brasilândia antes de seu desenvolvimento. A série foi um grande sucesso, sendo indicada ao Emmy e reprisada no canal Viva. O distrito também foi citado em outros diversos programas da Globo, como as novelas A Favorita, I Love Paraisópolis e Haja Coração, também em programas como Altas Horas, Jornal Nacional e SPTV em reportagens sobre a rica cultura da região.
Devido aos seus diversos morros e comunidades, a Brasilândia foi cenário de diversas produções audiovisuais, como a série "Cidade dos Homens", da TV Globo e da produtora O2 Filmes, local das primeiras histórias dos personagens Laranjinha (Darlan Cunha) e Acerola (Douglas Silva) fora do Rio de Janeiro.
Em 2019, a Netflix produziu a primeira temporada da série Sintonia, que explora interconexão da música, tráfico de drogas e religião em São Paulo, do ponto de vista de três jovens periféricos que cresceram juntos e foram influenciados pelo fascínio do funk, das drogas e da igreja.
Nos anos 80, o premiado filme "Eles não usam Black-tie", adaptação da peça teatral homônima do italiano Gianfrancesco Guarnieri e sucesso de bilheteria, teve cenas gravadas no bairro.

### Violência
A Brasilândia bateu no ano de 1997 o recorde de assassinatos e passou a ser o distrito com maior taxa de homicídios em relação à população no Brasil: 101,2 mortes para cada grupo de 100 mil habitantes. Hoje a Brasilândia possui níveis baixos de homicídios e violência controlada. 
A Brasilândia também ficou lembrada por conta de uma tragédia que aconteceu em agosto de 2013 conhecida como Caso Pesseghini em que (de acordo com a polícia) um jovem de 13 anos viciado em jogos, assassinou sua família. O caso foi noticiado pelo Cidade Alerta durante a noite e no dia seguinte tinha tomado uma enorme proporção, sendo noticiado em jornais do mundo inteiro, sendo assuntos principais do Fantástico e Domingo Espetacular. A casa onde ocorreu a tragédia ficou com fama de má assombrada e logo depois foi visitada pela sensitiva Márcia Fernandes no programa A Tarde É Sua, que mostrou que uma má energia espiritual vaga naquela casa depois da Tragédia.

### Famosos Moradores
O distrito conta com ex-moradores que hoje são famosos como a cantora Negra Li e a youtuber Dani Russo. No bairro vizinho já morou o ator Marcos Pasquim, e diversas crianças tiveram a oportunidade de terem o ator Domingos Montagner como professor de Educação Física durante alguns anos em um colégio da região.

### Carnaval
O distrito foi berço da escola de samba Rosas de Ouro, grande atração do Carnaval de São Paulo.

## Desenvolvimento atual
| Classe A | 45 % |
| Classe B | 40 % |
| Classe C | 35 % |
| Classe D | 20 % |
| Classe E | 1 %  |

Um distrito de classe média na região norte do município de São Paulo, que conta com igrejas, casas de cultura alguns pontos de comércio 24h e farmácias que se revezam em plantão. O Hospital Municipal da Vila Brasilândia, entregue pelo prefeito Bruno Covas, em 2020, é referência no tratamento de COVID-19.
O trânsito está cada vez mais complicado devido a falta de grandes avenidas no distrito. A baixíssima infraestrutura, vias estreitas e calçadas inadequadas junto ao grande fluxo de veículos pesados que abastecem o comercio e transportes coletivos, tem tornado sua rua principal intransitável em horários de pico. A chegada do metrô (Linha 6 - Laranja), inicialmente prevista para 2021, com previsão atual para 2026, tem como objetivo, além de interligar de maneira mais rápida e eficaz a população da Brasilândia ao centro da cidade, pretende melhorar esse cenário.

## Demografia
Evolução demográfica do distrito da Brasilândia

## Distritos e municípios limítrofes
- Caieiras (Norte, Grande São Paulo)
- Cachoeirinha (Leste)
- Freguesia do Ó (Sul)
- Pirituba (Sudoeste)
- Jaraguá (Oeste)